# Jewdokija Innokentjewna Korkina
Jewdokija Innokentjewna Korkina (russisch Евдокия Иннокентьевна Коркина; * 4. Dezemberjul. / 17. Dezember 1917greg. im Kytanachski Nasleg, Ulus Tschuraptscha; † 10. Juni 2009 in Jakutsk) war eine sowjetisch-russische Turkologin und Hochschullehrerin jakutischer Herkunft.

## Leben
Nach der Ausbildung am Jakutsker Landwirtschaftstechnikum arbeitete Korkina drei Jahre lang in der Raumordnungsverwaltung des Volkskommissariats für Landwirtschaft der Jakutischen Autonomen Sozialistischen Sowjetrepublik (ASSR). 1939 ging sie nach Moskau zum Studium am Moskauer Tschernyschewski-Institut für Philosophie, Literatur und Geschichte. Als nach Beginn des Deutsch-Sowjetischen Kriegs das Institut im Oktober 1941 geschlossen wurde, kehrte sie nach Jakutsk zurück und arbeitete weiter in der Raumordnungsverwaltung. 1944 wechselte sie in das Jakutsker Oblastkomitee des Komsomol. 1947 wurde sie Vizevorsitzende des Exekutivkomitees des Jakutsker Stadtsowjets der Werktätigen.
1949 begann Korkina das Studium an der Parteihochschule der Oblast Jakutsk und gleichzeitig das Fernstudium in der Abteilung für Geschichte des Jakutsker Pädagogik-Instituts. Beide Studien schloss sie mit Auszeichnung ab. 1952 wurde sie Vizebildungsministerin der Jakutischen ASSR. 1954 begann sie die Aspirantur für Jakutische Sprache an der Jakutsker Filiale der Sibirischen Abteilung (SO) der Akademie der Wissenschaften der UdSSR (AN-SSSR, seit 1991 Russische Akademie der Wissenschaften (RAN)). 1960 verteidigte sie mit Erfolg ihre Dissertation über die Formen der Vergangenheit in der jakutischen Sprache für die Promotion zur Kandidatin der philologischen Wissenschaften.
1961 wurde Korkina Sektorleiterin und 1963 Direktorin des Instituts für Sprache, Literatur und Geschichte der Jakutsker Filiale der SO der AN-SSSR. 1970 verteidigte sie mit Erfolg ihre Doktor-Dissertation über Flexion der Verben in der jakutischen Sprache für die Promotion zur Doktorin der philologischen Wissenschaften. Nach dem Ausscheiden aus dem Direktorenamt 1984 war sie wissenschaftliche Senior-Mitarbeiterin. 1985 wurde sie zur Professorin ernannt, und ab 1991 war sie führende wissenschaftliche Mitarbeiterin der Abteilung für Linguistik des Instituts.
Korkinas Arbeit mit mehr als 100 Veröffentlichungen lieferte wesentliche Beiträge zur Grammatik, Dialektologie und Lexikografie der jakutischen Sprache. Sie war Mitglied des Sowjetischen Komitees der Turkologen.
Seit 2017 finden in Jakutsk die Allrussischen Wissenschaftlichen Lesungen zu Korkinas Leben und Werk statt.

## Ehrungen, Preise
- Ehrenzeichen der Sowjetunion
- Verdiente Wissenschaftlerin der RSFSR (1972)[1]
- Verdiente Veteranin der SO der AN-SSSR (1982)[1]
- Auszeichnung für Zivilcourage der Republik Sacha (2004)[6]
- Ehrenbürgerin des Ulus Tschuraptscha[2]